# Metal Machine Music
Metal Machine Music ist ein experimentelles Album von Lou Reed aus dem Jahr 1975. Es trägt den Untertitel The Amine β Ring. Das Album enthält keine Rhythmen, keine Melodien und keinen Gesang – es besteht im Wesentlichen aus Rauschen, Verzerrungen und Rückkopplungen. Wegen dieses kakophonisch anmutenden Sounds, der teilweise wie ein Tinnitus klingt, stieß Metal Machine Music bei Plattenfirmen, Presse und Publikum auf wenig Verständnis. Mittlerweile gilt das Album jedoch als stilbildend für die Genres Noise und Industrial.

## Aufnahme
Lou Reed nahm Metal Machine Music in seinem damaligen Loft in New York City auf, meist in den frühen Morgenstunden und immer allein. Er verwendete vor allem Gitarren, Effektgeräte und Verstärker. Über sein Konzept für die Aufnahmen sagte Reed, dass er mit mehreren Gitarren Rückkopplungen erzeugt habe, welche sich dann gegenseitig überlagert hätten, wodurch wiederum neue Sounds entstanden seien: „Einfach nur Gitarren, Gitarren, Gitarren. Ich habe versucht, das ultimative Gitarrensolo zu spielen.“

## Stücke
Metal Machine Music enthält vier namenlose Stücke:
Seite 1
1. Metal Machine Music A-1 – 16:01
Seite 2
2. Metal Machine Music A-2 – 16:01
Seite 3
3. Metal Machine Music A-3 – 16:01
Seite 4
4. Metal Machine Music A-4 – 16:01
Bei der Erstpressung bleibt das letzte Stück in einer Endlosrille hängen.

## Veröffentlichungen
Metal Machine Music wurde im Juli 1975 vom Label RCA als Doppelalbum auf Langspielplatte veröffentlicht. In den folgenden Jahren wurde es von mehreren Labels in verschiedenen Formaten wiederveröffentlicht: 1991 von Great Expectations und 1992 von BMG auf CD und LP. 2000 erschien es über die Sony-Tochter Buddha Records neu. 2010 veröffentlichte Lou Reed ein Remaster der Stereofonie- und Quadrofonie-Abmischung auf Blu-ray Disc und DVD.

## Live
Im Jahr 2002 transkribierte Ulrich Krieger Metal Machine Music für das Ensemble Zeitkratzer. Lou Reed war von diesem Projekt so beeindruckt, dass er sich an einem Konzert in Berlin beteiligte. Später gründeten Krieger und Reed das Metal Machine Trio, welches live improvisierte Musik im Stil von Metal Machine Music spielte.

## Rezeption
Die zeitgenössischen Reaktionen auf Metal Machine Music waren überaus ablehnend. Es sind verschiedene Urban Legends im Umlauf, die diese Ablehnung pointieren: So sollen angeblich mehrere Plattenfirmen „Metal-Machine-Music-Klauseln“ in ihre Verträge geschrieben haben, die es Musikern verboten, derartige Alben aufzunehmen. Außerdem sei Metal Machine Music eines der am häufigsten umgetauschten Alben der Musikgeschichte, da viele Käufer wegen der verstörenden Sounds davon ausgegangen seien, dass ihre Schallplatte defekt sei. Darüber hinaus wurde behauptet, dass das Hören von Metal Machine Music zu epileptischen Anfällen führen könne.
Tatsache ist, dass die meisten Musikkritiker das Album bei seinem Erscheinen verrissen. Eine Ausnahme war Lester Bangs, der für das Musikmagazin Creem im März 1976 unter dem Titel The Greatest Album Ever Made eine Hymne auf Metal Machine Music verfasste. Der Artikel enthält allerdings auch Elemente des Gonzo: So behauptet Bangs, dass er das Album Idi Amin vorgespielt habe, welcher daraufhin beschlossen habe, Metal Machine Music zur Nationalhymne von Uganda zu erklären. Das, so Bangs, habe er ihm aber ausgeredet. Seine Rezension schließt mit dem Fazit: „Metal Machine Music ist das großartigste Album in der Geschichte des menschlichen Trommelfells. Nummer Zwei: Kiss – Alive!“
In der Rückschau wurden die speziellen Qualitäten von Metal Machine Music auch in ernsthafteren Kritiken gewürdigt und dem Album wurde ein großer Einfluss auf die Entwicklung verschiedener Genres bescheinigt – unter anderem auf die des Noise und des Industrial.
Das Avantgarde-Magazin The Wire nahm Metal Machine Music in die 100 Records That Set the World on Fire (While No One Was Listening) auf.